# Criminalité à Chypre
 (juin 2024).
La mise en forme du texte ne suit pas les recommandations de Wikipédia : il faut le « wikifier ».
Les points d'amélioration suivants sont les cas les plus fréquents. Le détail des points à revoir est peut-être précisé sur la page de discussion.
- Les titres sont pré-formatés par le logiciel. Ils ne sont ni en capitales, ni en gras.
- Le texte ne doit pas être écrit en capitales (les noms de famille non plus), ni en gras, ni en italique, ni en « petit »…
- Le gras n'est utilisé que pour surligner le titre de l'article dans l'introduction, une seule fois.
- L'italique est rarement utilisé : mots en langue étrangère, titres d'œuvres, noms de bateaux, etc.
- Les citations ne sont pas en italique mais en corps de texte normal. Elles sont entourées par des guillemets français : « et ».
- Les listes à puces sont à éviter, des paragraphes rédigés étant largement préférés. Les tableaux sont à réserver à la présentation de données structurées (résultats, etc.).
- Les appels de note de bas de page (petits chiffres en exposant, introduits par l'outil «  Source ») sont à placer entre la fin de phrase et le point final[comme ça].
- Les liens internes (vers d'autres articles de Wikipédia) sont à choisir avec parcimonie. Créez des liens vers des articles approfondissant le sujet. Les termes génériques sans rapport avec le sujet sont à éviter, ainsi que les répétitions de liens vers un même terme.
- Les liens externes sont à placer uniquement dans une section « Liens externes », à la fin de l'article. Ces liens sont à choisir avec parcimonie suivant les règles définies. Si un lien sert de source à l'article, son insertion dans le texte est à faire par les notes de bas de page.
- La présentation des références doit suivre les conventions bibliographiques. Il est recommandé d'utiliser les modèles {{Ouvrage}}, {{Chapitre}}, {{Article}}, {{Lien web}} et/ou {{Bibliographie}}. Le mode d'édition visuel peut mettre en forme automatiquement les références.
- Insérer une infobox (cadre d'informations à droite) n'est pas obligatoire pour parachever la mise en page.

Pour une aide détaillée, merci de consulter Aide:Wikification.
Si vous pensez que ces points ont été résolus, vous pouvez retirer ce bandeau et améliorer la mise en forme d'un autre article.

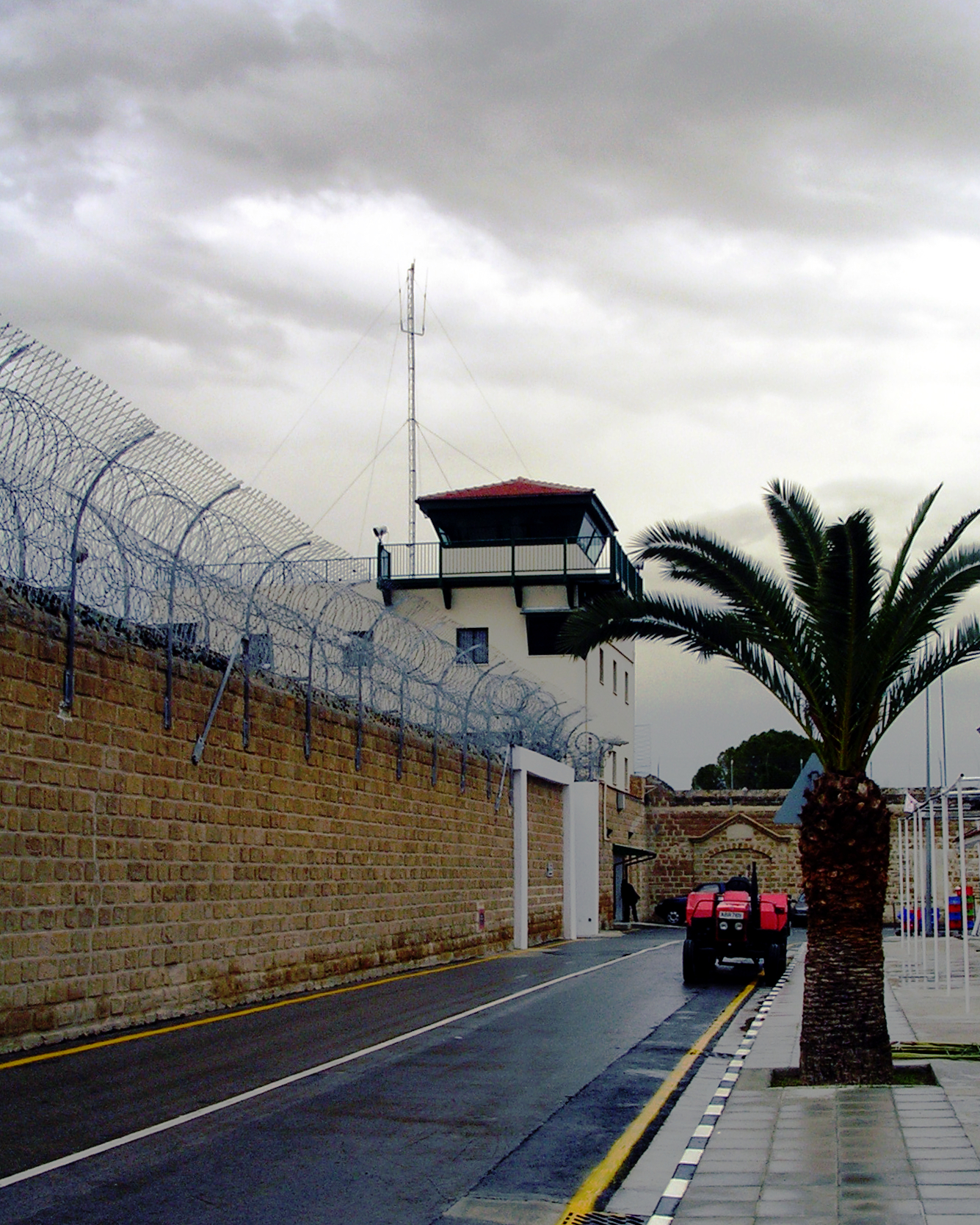
Vue de la prison centrale de Nicosia

La criminalité à Chypre est définie par le Code pénal chypriote et d'autres législations pertinentes. Le paysage criminel à Chypre inclut divers types d'infractions, avec une attention particulière aux crimes financiers, infractions liées à la drogue et traite des êtres humains,.
En 2024, selon le magazine Global Finance, Chypre se classe 13e sur la liste des « Pays les plus sûrs au monde », soulignant ses faibles niveaux de criminalité générale dont la criminalité violente, ce qui fait de Chypre l'une des nations les plus sûres au monde.

## Procédures légales
Les procédures légales à Chypre sont principalement régies par le Code pénal chypriote et d'autres instruments législatifs. Lorsqu'un crime est signalé, la police mène une enquête préliminaire pour rassembler des preuves et déterminer la nature de l'infraction. Les procureurs, qui font partie d'un pouvoir judiciaire indépendant, décident de porter ou non des accusations en fonction des preuves recueillies. Les suspects ont le droit à une représentation juridique et peuvent demander des enquêtes supplémentaires si nécessaire.

### Confiance dans le système judiciaire pénal
En 2023, le système judiciaire pénal chypriote se classe 23e au niveau mondial sur 140 juridictions, selon l'évaluation du World Justice Project,.

## Statistiques sur la criminalité
Selon des données récentes, Chypre connaît des niveaux relativement bas de criminalité violente, les crimes contre les biens tels que les cambriolages et les vols étant plus courants. En 2022, des efforts notables ont été déployés pour lutter contre la traite des êtres humains, aboutissant à plusieurs arrestations et condamnations. Le taux global de criminalité à Chypre reste stable, avec quelques fluctuations dans certaines catégories de crimes.

### Crimes financiers
Les crimes financiers, y compris la fraude et le blanchiment d'argent, sont des préoccupations importantes à Chypre en raison de son rôle de centre financier. Le pays a été examiné pour son implication dans diverses pratiques financières malhonnêtes.
Chypre a été un nœud critique dans le réseau financier des oligarques russes et des entités commerciales. Lors de la crise financière chypriote de 2012-2013, il a été révélé que les banques chypriotes détenaient une quantité significative d'argent russe, estimée à environ 31 milliards de dollars. L'implication de Chypre dans le blanchiment d'argent pour des entités russes est un problème persistant, entraînant un examen international et des appels à la réforme. L'une des affaires les plus médiatisées impliquant Chypre est le scandale Magnitsky, où une partie importante d'une fraude fiscale russe de 230 millions de dollars a été blanchie par des banques chypriotes. Cette affaire a attiré l'attention internationale après que Sergei Magnitsky, un avocat basé à Moscou, ait exposé la fraude et soit ensuite mort dans une prison russe. Le scandale a conduit à l'adoption du Magnitsky Act aux États-Unis, qui cible les auteurs de violations des droits de l'homme avec des sanctions. En 2023, le président chypriote Nikos Christodoulides a invité des responsables du FBI et du Département de la Justice des États-Unis à aider dans les enquêtes sur les allégations selon lesquelles des prestataires de services financiers chypriotes auraient aidé des oligarques russes à contourner les sanctions internationales. En 2024, les États-Unis et Chypre ont signé un accord pour lutter contre le blanchiment d'argent.
En 2023, Chypre a été impliquée dans une enquête majeure sur le blanchiment d'argent impliquant BNP Paribas et une société de courtage chypriote, avec des flux financiers suspects s'élevant à plus de 220 millions d'euros entre 2019 et 2021.
Le rapport Moneyval du Conseil de l'Europe souligne que bien que Chypre ait fait des progrès dans la lutte contre le blanchiment d'argent et le financement du terrorisme, plusieurs défis subsistent. Le pays a amélioré sa conformité aux normes du Groupe d'action financière (GAFI), mais des efforts supplémentaires sont nécessaires pour mettre pleinement en œuvre les mesures, en particulier dans les secteurs des services d'actifs virtuels et des organisations à but non lucratif.

#### Scandale des passeports dorés à Chypre
Le programme de « passeport doré » à Chypre a été largement critiqué et exposé pour son potentiel d'abus. Le programme permettait à des individus d'obtenir la citoyenneté chypriote en échange d'investissements importants, attirant de nombreux individus fortunés, y compris ceux ayant des antécédents douteux.
En 2020, Al Jazeera a publié une enquête sous couverture révélant que des hauts responsables chypriotes, dont le président de la Chambre à l'époque Demetris Syllouris et l'ancien député Christakis Giovani, étaient prêts à aider un investisseur chinois fictif avec un passé criminel à obtenir un passeport chypriote. Le scandale a conduit à la démission des responsables impliqués et à l'annulation subséquente du programme de citoyenneté par investissement.
Une enquête dirigée par l'ancien juge Myron Nicolatos a révélé que le gouvernement avait illégalement accordé plus de la moitié des 6 779 passeports délivrés entre 2007 et 2020, souvent en contournant les procédures de diligence raisonnable. Le programme, qui a généré plus de 8 milliards d'euros, a été critiqué pour avoir permis à des individus faisant l'objet d'enquêtes criminelles ou de sanctions internationales d'obtenir la citoyenneté chypriote.

## Tendances de la criminalité

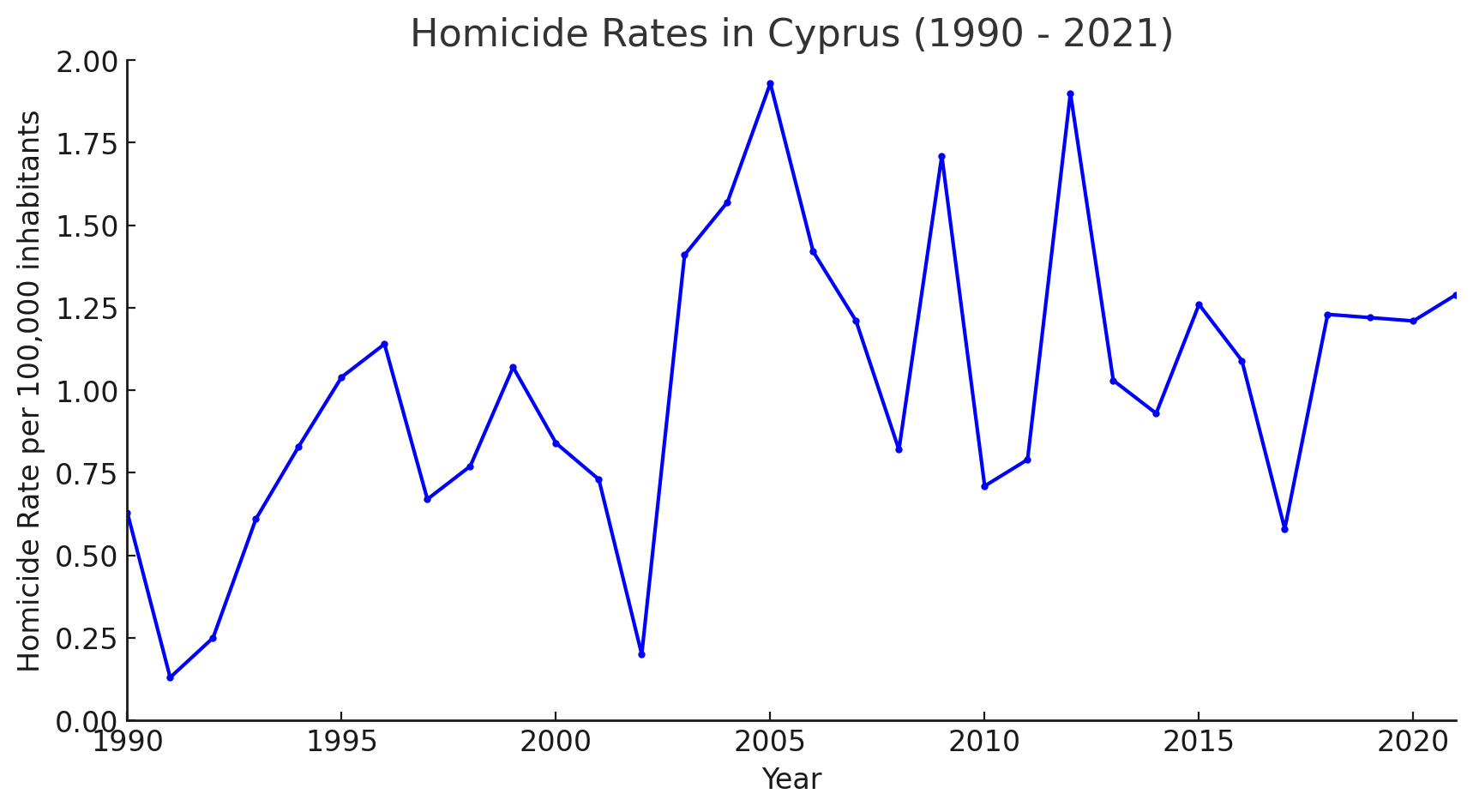
Taux d'homicides à Chypre de 1990 à 2021.

En 2023, le taux de criminalité par habitant à Chypre a augmenté pour la deuxième année consécutive, avec un « indice de criminalité » atteignant 584 infractions graves pour 100 000 habitants. Cependant, les données du service statistique chypriote indiquent que le taux global de criminalité à Chypre a augmenté, mais la nature des crimes est principalement non violente, les infractions liées aux biens étant en tête des statistiques.

## Taux d'incarcération
Le taux d'incarcération à Chypre est de 103 pour 100 000 habitants.

### Recommandations du Conseil de l'Europe
En 2023, le Comité pour la prévention de la torture (CPT) du Conseil de l'Europe a recommandé aux autorités chypriotes de veiller à ce que les ressortissants étrangers puissent progresser dans leurs peines de la même manière que les prisonniers chypriotes. Cela inclut la possibilité de transférer dans des prisons ouvertes et d'être considérés pour une libération anticipée, en respectant le principe de non-discrimination conformément aux normes internationales. Le CPT a conseillé aux autorités chypriotes d'améliorer le soutien aux ressortissants étrangers dans la prison centrale de Nicosie en nommant un agent de liaison dédié aux ressortissants étrangers, en fournissant des informations écrites sur les droits, obligations et règles internes des prisonniers lors de leur admission dans les langues les plus couramment parlées et dans des formats accessibles, y compris des informations systématiques sur les procédures d'immigration et en garantissant l'accès aux services d'interprétation pour les prisonniers étrangers si nécessaire. Cette recommandation a été faite après avoir constaté que la population carcérale de Nicosie comprenait 53,4 % de détenus étrangers, dont environ 13 % avaient été arrêtés pour possession de faux papiers.